# Harvey Shapiro
Harvey Shapiro (Chicago, 27 de enero de 1924-Nueva York, 7 de enero de 2013) fue un poeta y editor estadounidense de The New York Times. Escribió una docena de libros de poesía desde 1953 hasta 2006, escribiendo en estilo epigramático sobre cosas de su vida cotidiana. Como editor, siempre estuvo afiliado a The New York Times de alguna manera, principalmente en las reseñas de revistas y libros, desde 1957 hasta 2005.

## Primeros años
Harvey Irwin Shapiro nació en Chicago el 27 de enero de 1924, en el seno de una familia judía proveniente de Kiev; creció hablando yidis. Cuando era niño, su familia se mudó a Manhattan y luego a Long Island. Estudió en la Universidad Yale, pero se unió a las Fuerzas Aéreas del Ejército cuando estalló la Segunda Guerra Mundial. Voló 35 misiones de combate sobre Europa como artillero de cola B-17 y fue galardonado con la Cruz de Vuelo Distinguido. Regresó a Yale para obtener una licenciatura en inglés en 1947 y una maestría en literatura estadounidense de la Universidad de Columbia en 1948.

## Carrera
Shapiro pasó la primera mitad de la década de 1950 enseñando inglés en la Universidad Cornell y en el Bard College. Luego se convirtió en editor asistente en la revista Commentary y fue editor de poesía en The Village Voice y editor de ficción en The New Yorker antes de unirse a The New York Times en 1957. Trabajó en varios puestos editoriales allí: The New York Times Magazine, The New York Times Book Review de 1975 a 1983, fue editor de The Book Review y antes de eso fue editor adjunto de la revista. Quizás el legado público más notable en The New York Times fue en 1962 cuando leyó que el líder de los derechos civiles, Martin Luther King, había sido encarcelado. Llamó a la fundación del Dr. King, la Conferencia Sur de Liderazgo Cristiano, y sugirió que, la próxima vez que Luther King fuera encarcelado, debería redactar una carta para publicar a la manera de Gandhi. Esta carta se convirtió en la Carta desde la cárcel de Birmingham, después de que el Luther King fuera arrestado durante la campaña de Birmingham en abril de 1963. Los superiores de Shapiro no le permitieron imprimir la carta de Luther King en The New York Times, pero la carta se imprimió en otros lugares 50 veces en 325 ediciones, incluido el propio libro de Martin Luther King, Why We Can't Wait.

### Poesía
Shapiro continuó escribiendo poesía mientras trabajaba como editor, publicando una docena de libros, como The Eye (1953), The Light Holds (1984) y National Cold Storage Company (1988). También editó una antología titulada Poetas de la Segunda Guerra Mundial. Su poesía a menudo muestra un sutil sentido del humor.

## Vida personal
Shapiro estuvo casado y luego divorciado de Edna Lewis Kaufman. Residió en Brooklyn Heights, Brooklyn hasta su muerte el 7 de enero de 2013, luego de complicaciones de una cirugía. Tenía 88 años.